# Giuseppe Barbati
Giuseppe Barbati (Nápoles, Italia, 11 de abril de 1966 - Roma, Italia, 11 de noviembre de 2014) fue un dibujante de cómic italiano.

## Biografía
Nacido en Nápoles, vivió y trabajó durante muchos años en Bolzano. Empezó su carrera de historietista en el estudio de Dino Leonetti, debutando con el personaje Balboa de Sauro Pennacchioli, editado por Play Press. En 1992 entró en el equipo de Ken Parker Magazine. En 1994, para el Messaggero dei ragazzi ilustró el wéstern Ray Cooper, con textos de Piero Fissore.
El año siguiente, pasó al personaje policíaco Nick Raider, empezando así una larga colaboración con la editorial Bonelli. En 1996 inició su carrera como profesor en la Escuela Romana de Cómic y, en 1997, en la Escuela de Cómic de Pescara, la ciudad a donde se mudó en 2000. En 1997 pasó a trabajar para otro cómic de la editorial Bonelli, la historieta del Oeste/terror Viento Mágico de Gianfranco Manfredi, trabajando en parejas con Bruno Ramella (Barbati realizaba los lápices, luego entintados por Ramella). De esta publicación es el dibujante más prolífico, con la realización de 28 álbumes.
Con Ramella realizó también historias de Shanghai Devil, del mismo Manfredi. Entre 2010 y 2011 dibujó el cómic de ciencia ficción Nathan Never; mientras estaba trabajando para esta historieta y para la miniserie Coney Island, murió prematuramente con sólo 48 años de edad en el barrio romano de Ostia.